# Lager der Ölmühle Hubbe & Farenholtz

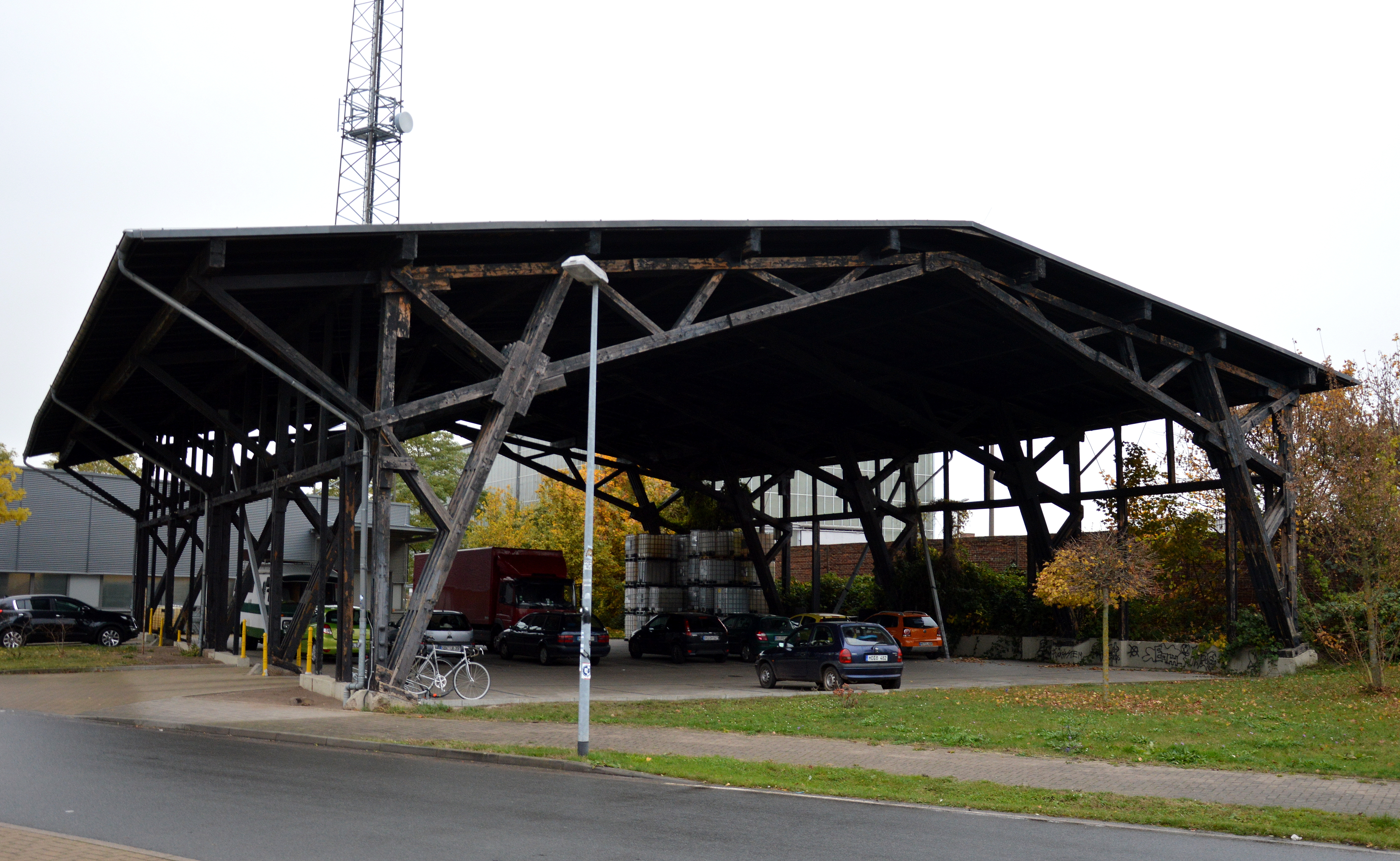
Lager der ehemaligen Ölmühle Hubbe & Farenholtz

Das Lager der Ölmühle Hubbe & Farenholtz ist eine denkmalgeschützte Lagerhalle in Magdeburg in Sachsen-Anhalt. Sie gehört zum Komplex der ehemaligen Ölmühle Hubbe & Farenholtz.

## Lage
Sie befindet sich auf der Ostseite der Paul-Ecke-Straße im Magdeburger Stadtteil Brückfeld. Ursprünglich hatte die Lagerhalle wie die gesamte Mühle die Adresse Berliner Chaussee 66.

## Architektur und Geschichte
Die weiträumige Halle wurde im Jahr 1939 durch die Firma Christoph & Unmack errichtet und war Teil des Betriebsgeländes der Vereinigten Ölfabriken Hubbe und Farenholtz. Es entstand ein als eindrucksvoll beschriebenes Tragwerk in einer Holz-Stabwerkskonstruktion mit einem Dreigelenkrahmen. Das Dach ist als flaches Satteldach ausgeführt.
In späterer Zeit wurde die Halle verkürzt und die Außenwände entfernt. Die verbliebene Anlage dient heute als Unterstand.
Die Halle wird als ein gut erhaltenes Beispiel des konstruktiven Ingenieurholzbaus der Bauzeit betrachtet und ist darüber hinaus ein wichtiges wirtschaftsgeschichtliches Zeugnis für die Lebensmittelindustrie Stadt Magdeburg.
Im örtlichen Denkmalverzeichnis ist das Lager unter der Erfassungsnummer 094 81847 als Baudenkmal verzeichnet.